# Skrzyp pstry
Skrzyp pstry (Equisetum variegatum Schleich. ex Weber & Mohr) – gatunek należący do rodziny skrzypowatych. 

## Morfologia

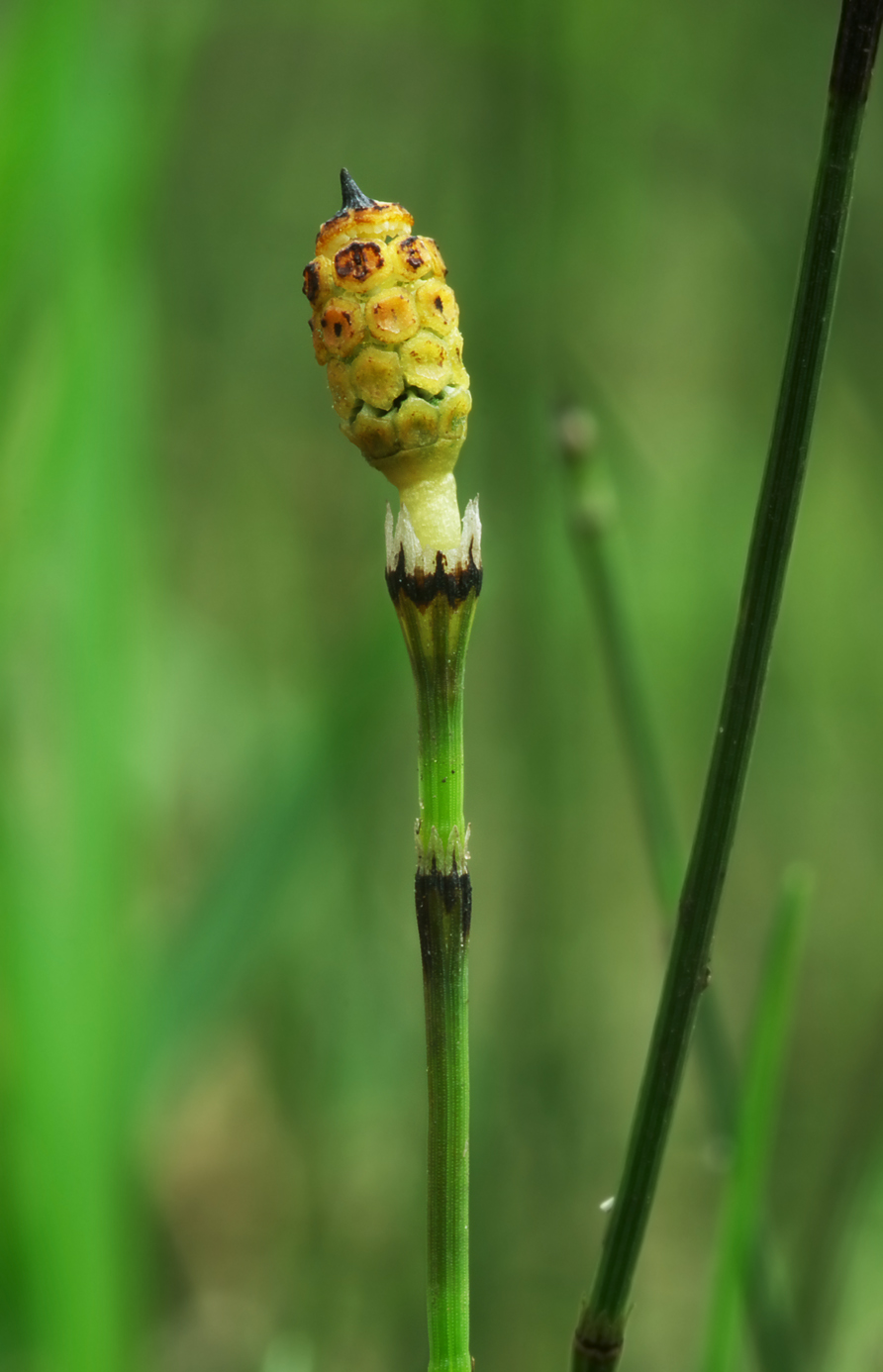
Kłos zarodnionośny

Pęd cienki, podnoszący się, o średnicy 0,2-0,5 cm z przewodem powietrznym w środku, o 4-12 żeberkach rozdzielonych dwoma szeregami brodawek. Pochwy krótko dzwonkowate o ząbkach czarnych, biało obrzeżonych, u nasady jajowatych z których łatwo odpada nitkowaty wierzchołek. 

## Biologia i ekologia
Występuje od maja do sierpnia na piaszczystych wilgotnych terenach, torfowiskach, również przy brzegach rzek. Roślina trwała, o wysokości od 10 do 30 cm. Jest to gatunek rzadki.

## Zagrożenia i ochrona
Gatunek był pod ochroną gatunkową ścisłą w Polsce w latach 2012-2014.